# Skirfjella
Die Skirfjella (von norwegisch skir ‚sauber, rein‘) ist eine Gebirgsgruppe aus Berggipfeln und Nunatakkern im ostantarktischen Königin-Maud-Land. Sie ist Teil der Smedfjella im Zentrum des Gebirges Sør Rondane und umgibt den nördlichen Teil des Skirfonna.
Wissenschaftler des Norwegischen Polarinstituts benannten sie 2017 in Anlehnung an die Benennung des benachbarten Gletschers.